# Goodland (Flórida)
Goodland é uma Região censo-designada localizada no estado americano de Flórida, no Condado de Collier.

## Demografia
Segundo o censo americano de 2000, a sua população era de 320 habitantes.

## Geografia
De acordo com o United States Census Bureau tem uma área de
1,0 km², dos quais 0,5 km² cobertos por terra e 0,5 km² cobertos por água.

## Localidades na vizinhança
O diagrama seguinte representa as localidades num raio de 32 km ao redor de Goodland.